# Die Rache der Banditen
Die Rache der Banditen ist einer der ersten in Deutschland gedrehten Western-Filme. Phil Jutzi drehte ihn für die Internationale Film-Industrie GmbH aus Heidelberg 1919. Über die Handlung des 1061 Meter langen Filmes ist nichts bekannt.